# Telecinco
Telecinco är en spansk privat tevekanal, med nationell täckning. Kanalen drivs av Mediaset España Comunicación, — en grupp som tillhör det italienska företaget Mediaset (41,55 %) och Grupo PRISA (13,65 %) —  som har ett allmänt program för olika publiker där man erbjuder olika innehåll i olika tevekanaler. Företaget var mellan 2004 och 2008 den kanal i Spanien som hade störst publik, ett år senare gick La 1 om fram till 2011. Huvudkontoret är beläget i stadsdelen Fuencarral i Madrid, i det som tidigare varit Estudios Roma.
Kedjan grundades den 10 mars 1989 och följande år, den 3 mars 1990 inleddes provsändningar. En dag senare började de reguljära sändningarna, vilket gör den till den näst äldsta privata kanalen som sänder över hela Spanien.

## Program

### Utländska serier
- Ghost Whisperer
- CSI: Crime Scene Investigation
- CSI: Miami
- CSI: NY
- NCIS: Los Angeles
- Criminal Minds
- Criminal Minds: Suspect Behavior
- Hawaii Five-0

### Lokala serier
- Aída
- Hospital central
- La que se avecina
- Los Serrano
- El don de Alba
- Familia
- Frágiles
- Tierra de Lobos